# Pseudoeurycea brunnata
Pseudoeurycea brunnata е вид земноводно от семейство Plethodontidae. Видът е критично застрашен от изчезване.

## Разпространение
Разпространен е в Гватемала и Мексико.